# Typhochrestus ikarianus
Typhochrestus ikarianus es una especie de araña araneomorfa del género Typhochrestus, familia Linyphiidae. Fue descrita científicamente por Tanasevitch en 2011.
Se distribuye por Grecia. El cuerpo de esta especie mide aproximadamente 1,58 milímetros de longitud. El prosoma es marrón.